# Erengisle Nilsson den yngre
Erengisle Nilsson den yngre tillhörde Hammerstaätten. Död 15 januari 1469. Han var son till lagmannen Nils Erengislesson och Märta Magnusdotter och tjänstgjorde som riddare, lagman på Öland 1441, riksråd, hövitsman på Stegeborg 1442-1444 och på Örby hus 1450, därtill var han Stegeborgs fogde under åren 1439–1463.

## Biografi
Eringisle Nilsson var son till lagmannen Nils Erengislesson i Södermanlands lagsaga och Märta Magnusdotter (Magnus Marinasons ätt). Han nämns för första gången 1428 och deltog under sommaren 1434 i Guse Nilssons belägring av Stegeholm, då bland annat Karl Knutsson (Bonde) deltog. Eringisl Nilsson blev senast 22 januari 1435 riksråd och fick i början av år 1436 förtroendet av Engelbrekt Engelbrektsson att belägra Stegeborg. Han blev våren 1436 hövitsman i Östergötland och senast 9 juli 1437 fogde på Axevalla hus i Skärvs socken.
Eringisle Nilsson blev i början av 1439 hövitsman på Ringstaholm utanför Norrköping, då den tidigare ägaren Karl Kristiernsson (Vasa) tvingades fly till Finland tillsammans med sin fader Krister Nilsson (Vasa) efter Karl Knutssons (Bonde) kupp. Därefter ledde Eringisle Nilsson belägringen av Stegeborg, tillsammans med Herman Berman. Den dåvarande ägaren Nils Stensson (Natt och Dag) av Stegeborg flydde då till kung Erik på Gotland.
År 1439 utnämndes Erengisle Nilsson till fogde på Stegeborg. Han dubbades till riddare vid kung Kristofers kröning den 14 september 1441. Under 1442 utsågs han av kungen till ledamot i det kollegium som skulle styra riket vid kungens frånvaro. På våren 1463 avsattes han från fogdetjänsten på Stegeborg av kung Kristian.

### Egendom
Eringisle Nilsson sätesgård var Ulvåsa i Ekebyborna socken, som kom i hans ägo vid sitt första giftermål.

### Familj
Genom sitt första gifte med Märta Håkansdotter, dotter till riddaren Håkan Nilsson Topp, blev han ägare till Ulvåsa där de var bosatta till cirka 1442, troligen fram till hustruns död samma år. Han avstod då godset till sina två barn gentemot att han själv fick behålla Hammersta.
- Barn:

1. Algot Eringisleson (Hammerstaätten)

Därefter ingick han gifte den 14 januari 1442 på Hjuleberg i Abilds socken med Birgitta "Brita" Olofsdotter Tott, dotter till danske riksrådet Olof Axelsson (Tott) och Katarina Jensdotter (Falk). Efter att Erengisles halvbroder Bo Nilsson (Grip) avsagt sej all rätt till godset Hammersta 1451, så gav han detta med alla underlydande torp och gårdar till sin unga hustru Brita i morgongåva.